# Felvizumab
Il felvizumab è un anticorpo monoclonale di tipo murino umanizzato, che è attivo sul virus respiratorio sinciziale (RVS).
Il farmaco è sviluppato dalla  GSK.

### Felvizumab
- (ES) Gerald L. Mandell, John E. Bennett e Raphael Dolin, Enfermedades infecciosas, Elsevier España, 2006,  pp. 2021–, ISBN 978-84-8174-842-0.